# Sasaima
Sasaima es un municipio colombiano del departamento de Cundinamarca, ubicado en la provincia del Gualivá, a 80 km al noroccidente de Bogotá. 
Sasaima está ubicada en la vía que de Bogotá conduce a la ciudad de Medellín, por la salida que de Facatativá conduce a Villeta, a 80 km de la capital de Colombia. El municipio se encuentra ubicado a una altitud de 1150 m s. n. m., con una temperatura promedio de 24 °C y una pluviosidad media anual de 2800 mm. Su principal actividad económica, además del turismo, es la producción agropecuaria, cuyos principales productos son la avicultura, la porcicultura, y cultivos como el café, los frutales y las hortalizas.

## Toponimia

### Origen lingüístico[3]
- Familia lingüística: Caribe
- Lengua: Panche

### Significado
Sasaima es una transformación de la voz aborigen Cacaima, que significa "Ante Mi Lo Vuestro”. El nombre del municipio de Sasaima, en Cundinamarca, proviene de la palabra indígena aima, que significa "tierra de alguien". Los conquistadores españoles adoptaron este nombre, junto con otros municipios del departamento, como Anapoima, Anolaima y Nocaima.

### Origen / Motivación
El nombre de Sasaima fue asignado en homenaje al cacique que gobernó la región, el que ofreció resistencia aguerrida a los españoles.

### Nombres históricos
- El Cural de Nuestra Señora de Guadalupe (siglo XVI)
- Nuestra Señora de la Candelaria (1550)
- Concuche (1605)
- San Nicolás o San Antonio de Sasaima (1636)

## Historia

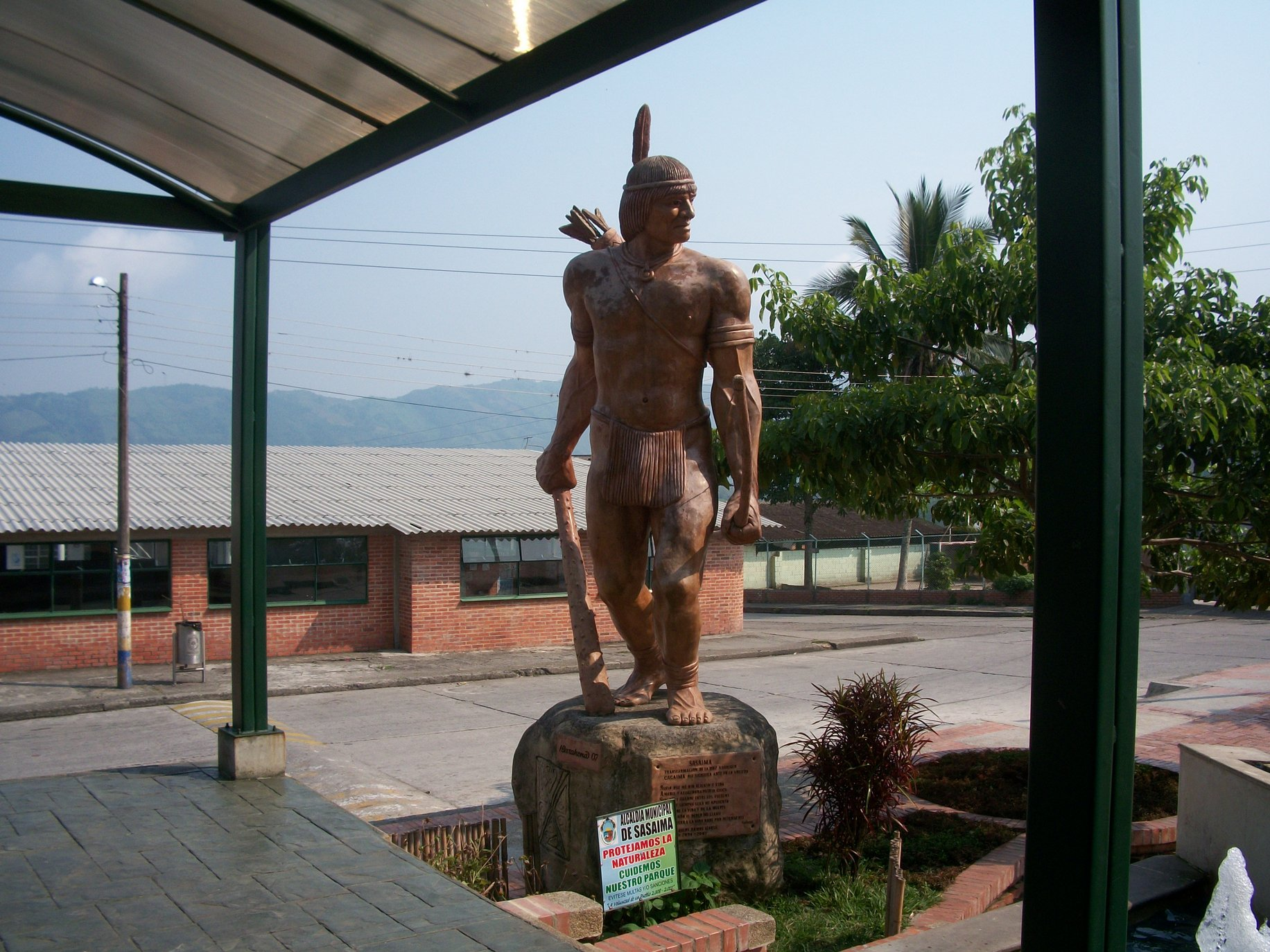
Monumento en honor al gran señor de Cacaima, gobernante indígena de los sasaimeros.

### Época precolombina
En la época precolombina, el territorio del actual municipio de Sasaima estuvo habitado por los indígenas Sasaimeros de la nación Panche, que estaban bajo el mando del gran señor de Cacaima.

### Nuevo Reino de Granada
El colonizador español Hernán Pérez de Quesada llegó a Sasaima a principios de 1541. En combate contra los Sasaimeros, fue incendiada la ranchería de Cacaima, que se encontraba en la actual vereda El Mojón. El cacique, que alcanzó a escapar, se trasladó a las cercanías del río Gualiva, en la actual vereda La Candelaria. 
En 1550 llegó a Sasaima el padre Fray Fernando de Montoya, primer evangelizador de los Sasaimeros, quien bautizó al cacique Cacaima con el nombre de Francisco Toto, y al jefe de las tropas panches, a quien dio el nombre de Juan.
El 3 de junio de 1605, por auto proferido en la Real Audiencia de Santafé, el oidor Alonso Vásquez de Cisneros, del Concejo del Rey, dispuso la fundación del Nuevo Pueblo de Sasaima.
En 1756 fray José Antonio Cárdenas instaló en la iglesia de Sasaima la imagen de San Nicolás de Tolentino, y en 1770 el pueblo fue erigido en parroquia y consagrado al mismo santo, que desde entonces es el santo  patrón del municipio. En la actualidad, la  parroquia de San Nicolás de Tolentino hace parte de la Diócesis de Facatativá.

## Geografía

### Límites
Sasaima está delimitado por los siguientes municipios 
| Noroeste: Villeta                   | Norte: Nocaima  | Nordeste: La Vega   |
| Oeste: Límite entre Villeta y Albán |                 | Este: La Vega       |
| Suroeste: Albán                     | Sur: Facatativá | Sureste: Facatativá |

### División administrativa
Además de su cabecera municipal, tiene bajo su jurisdicción los centros poblados de Santa Cruz y Santa Inés.

## Turismo
- Alto del Mirador
- Alto del Fical, Vereda La Morena
- Artesanías: Productos de bambú.
- Caminos Reales
- Capilla de Santa Bárbara, construida en 1605.
- Cerro de La Cruz
- Cueva de los Murciélagos
- Cueva del Indio
- Finca El Paraíso
- Iglesia de San Nicolás de Tolentino, construida por monseñor Emeterio Díaz Plata.
- Las Caicas (Río Namay)
- Pozo Azul, Río Dulce, Vereda Loma Larga
- Parque Principal
- Kaori
- Cascadas de Palacios

## Servicios públicos
- Energía Eléctrica: Enel, es la empresa prestadora del servicio de energía eléctrica.
- Gas Natural: Alcanos de Colombia es la empresa distribuidora y comercializadora de gas natural en el municipio.